# Dabeler See
Der Dabeler See ist ein See auf dem Gemeindegebiet von Dabel im Landkreis Ludwigslust-Parchim in Mecklenburg-Vorpommern.
Das Gewässer ist mit Ausnahme einer Bucht im Südosten wenig gegliedert und in seiner Form beinahe viereckig. Es besitzt maximale Ausdehnungen von 675 Metern in Nord-Süd-Richtung und 615 Metern von West nach Ost. Der namensgebende Ort Dabel liegt am Westufer, nördlich verläuft die Bundesstraße 192. Am bewaldeten Ostufer befindet sich die zur Gemeinde Dabel gehörende Siedlung Schäferstein.
Gespeist wird der See durch einen im Westen einmündenden Graben aus dem Holzendorfer See. Im Südosten besteht ein Abfluss zum Kleinpritzer See. West-, Nord- und Ostufer sind mit Schilf bestanden.